# جزيرة الشيخ
قرية جزيرة الشيخ هي إحدى القرى التابعة لمركز أبو كبير في محافظة الشرقية في جمهورية مصر العربية. حسب إحصاءات سنة 2006، بلغ إجمالي السكان في جزيرة الشيخ 3392 نسمة، منهم 1856 رجل و1536 امرأة.

## التاريخ
قرية جزيرة الشيخ من القرى القديمة، حيث وردت باسم «الغابة» في أعمال الشرقية ضمن قرى الروك الناصري التي أحصاها ابن الجيعان في كتاب «التحفة السنية بأسماء البلاد المصرية». وفي العصر العثماني وردت باسم «الغابة» في التربيع العثماني الذي أجراه الوالي العثماني سليمان باشا الخادم في عصر السلطان العثماني سليمان القانوني ضمن قرى ولاية الشرقية، وفي تاريخ 1228هـ/1813م الذي عدّ قرى مصر بعد المسح الذي قام به محمد علي باشا باسم «جزيرة الشيخ» ضمن قرى مديرية الشرقية. تغيّر اسمها رسميًّا إلى «جزيرة الشيخ» لتمييزها عن قرية الغابة بنفس المديرية.